# Spengler Cup 1980
Der Spengler Cup 1980 (französisch Coupe Spengler 1980) war die 54. Auflage des gleichnamigen Wettbewerbs und fand vom 26. bis 30. Dezember 1980 im Schweizer Luftkurort Davos statt. Als Spielstätte fungierte das dortige Eisstadion, das sich weiter im Ausbau befand und letztmals im nicht vollkommen geschlossenen Zustand genutzt wurde.
Es siegte erstmals der HK Spartak Moskau, der drei seiner vier Partien gewann, vor dem TJ Vítkovice. Mit dem HC Davos, der sich nach dem Wiederaufstieg wieder in der Nationalliga A etabliert hatte, nahm der Gastgeber erstmals seit 1973 wieder am Turnier teil. Die als «HC Davos Selection» bezeichneten Gastgeber verstärkten sich für das Turnier mit drei Spielern des Zürcher SC – Warren Anderson, Kent Ruhnke und Lorenzo Schmid – sowie mit Bernard Gagnon vom EHC Kloten und John Harrington vom HC Lugano. Der Tschechoslowake Ladislav Svozil war mit sieben Scorerpunkten, darunter vier Tore, erfolgreichster Akteur des Turniers.
Mit insgesamt 44.140 Zuschauern wurde ein neuer Rekord für das Turnier aufgestellt.
In den zwei Tagen nach dem Turnier trugen der Turniergewinner aus Moskau und TJ Vítkovice am 1. und 2. Januar 1981 zwei weitere Freundschaftsspiele in Kreuzlingen und Luzern aus. Den ersten Vergleich gewann Moskau deutlich mit 8:3. Im zweiten Aufeinandertreffen trennten sich beide Teams 2:2 unentschieden.

## Modus
Die fünf teilnehmenden Teams spielten in einer Einfachrunde im Modus «jeder gegen jeden», so dass jede Mannschaft vier Spiele bestritt. Die punktbeste Mannschaft errang den Turniersieg.

## Turnierverlauf
| 26. Dezember 1980 16:30 Uhr | HC Davos K. Ruhnke (6.) L. Schmid (27.) L. Schmid (36.) K. Ruhnke (44.) | 4:5 (1:0, 2:4, 1:1) Spielbericht | TJ Vítkovice B. Kacíř (30.) J. Lyčka (31.) Z. Neuvirth (32.) F. Černík (33.) M. Fryčer (51.) | Eisstadion, Davos Zuschauer: 6'850 |

| 26. Dezember 1980 21:00 Uhr | HK Spartak Moskau W. Bragin (8.) A. Rudakow (33.) A. Koschewnikow (34.) A. Orlow (46.) W. Bragin (51.) I. Orlow (56.) I. Orlow (60.) | 7:2 (1:1, 2:0, 4:1) Spielbericht | Düsseldorfer EG J. Klaus (11.) G.Kaczmarek (48.) | Eisstadion, Davos Zuschauer: 4'050 |

| 27. Dezember 1980 21:00 Uhr | Färjestad BK P. Loob (2.) C.-H. Silfver (7.) A. Mikkola (8.) L. Zetterström (11.) R. Eriksson (18.) | 5:4 (5:2, 0:2, 0:0) Spielbericht | Düsseldorfer EG R. Eriksson (10.) G. Kaczmarek (11.) R. Krüger (27.) D. Decloe (37.) | Eisstadion, Davos Zuschauer: 2'700 |

| 27. Dezember 1980 15:30 Uhr | HC Davos R. Geiger (32.) L. Schmid (36.) V. Venasky (36.) K. Ruhnke (37.) K. Ruhnke (57.) | 5:6 (0:1, 4:4, 1:1) Spielbericht | HK Spartak Moskau W. Jewstifejew (4.) A. Koschewnikow (30.) A. Tarassow (34.) A. Kostyljow (35.) A. Tarassow (39.) W. Jewstifejew (58.) | Eisstadion, Davos Zuschauer: 5'100 |

| 28. Dezember 1980 15:30 Uhr | TJ Vítkovice L. Svozil (6.) P. Stankovič (18.) R. Kuřidým (34.) L. Svozil (43.) Z. Neuvirth (48.) L. Svozil (53.) | 6:0 (2:0, 1:0, 3:0) Spielbericht | Färjestad BK | Eisstadion, Davos Zuschauer: 3'600 |

| 28. Dezember 1980 21:00 Uhr | HC Davos R. Geiger (17.) J. Soguel (29.) W. Dürst (49.) C. Sarner (57.) | 4:2 (1:1, 1:1, 2:0) Spielbericht | Düsseldorfer EG A. Groß (2.) R. Eriksson (21.) | Eisstadion, Davos Zuschauer: 6'800 |

| 29. Dezember 1980 21:00 Uhr | Färjestad BK A. Mikkola (19.) J. Vestberg (23.) L.-G. Nilsson (28.) T. Steen (44.) | 4:6 (1:1, 2:4, 1:1) | HK Spartak Moskau A. Koschewnikow (20.) A. Tarassow (21) A. Rudakow (23.) A. Rudakow (25.) A. Orlow (30.) I. Orlow (56.) | Eisstadion, Davos Zuschauer: 3'200 |

| 30. Dezember 1980 15:30 Uhr | TJ Vítkovice F. Černík (13.) M. Holaň (19.) P. Stankovič (25.) V. Stránský (29.) M. Holaň (32.) M. Fryčer (32.) I. Horák (45.) L. Svozil (60.) | 8:9 (2:3, 4:1, 2:5) | Düsseldorfer EG G. Kaczmarek (4.) G. Kaczmarek (15.) J. Rottluff (19.) D. Decloe 22. J. Klaus (41.) J. Rottluff (46.) R. Krüger (49.) P. Hejma (55.) G. Kaczmarek (59.) | Eisstadion, Davos Zuschauer: 3'800 |

| 30. Dezember 1980 21:00 Uhr | Färjestad BK G. Johansson (3.) A. Mikkola (4.) G. Johansson (8.) T. Steen (21.) H. Loob (31.) A. Mikkola (40.) L.-G. Nilsson (43.) | 7:1 (3:0, 3:1, 1:0) Spielbericht | HC Davos W. Olds (26.) | Eisstadion, Davos Zuschauer: 6'000 |

| 31. Dezember 1980 10:30 Uhr | HK Spartak Moskau | 0:0 (0:0, 0:0, 0:0) | TJ Vítkovice | Eisstadion, Davos Zuschauer: 4'300 |

| Pl. |                   | Sp | S | U | N | Tore  | Punkte |
| --- | ----------------- | -- | - | - | - | ----- | ------ |
| 1.  | HK Spartak Moskau | 4  | 3 | 1 | 0 | 19:11 | 7:1    |
| 2.  | TJ Vítkovice      | 4  | 2 | 1 | 1 | 19:13 | 5:3    |
| 3.  | Färjestad BK      | 4  | 2 | 0 | 2 | 16:17 | 4:4    |
| 4.  | HC Davos          | 4  | 1 | 0 | 3 | 14:20 | 2:6    |
| 5.  | Düsseldorfer EG   | 4  | 1 | 0 | 3 | 17:24 | 2:6    |

## Beste Scorer
| Spieler           | Mannschaft      | Tore | Assists | Punkte |
| ----------------- | --------------- | ---- | ------- | ------ |
| Ladislav Svozil   | TJ Vítkovice    | 4    | 3       | 7      |
| Ari Mikkola       | Färjestad BK    | 4    | 2       | 6      |
| Roland Eriksson   | Düsseldorfer EG | 2    | 4       | 6      |
| Günther Kaczmarek | Düsseldorfer EG | 5    | 0       | 5      |
| Kent Ruhnke       | HC Davos        | 4    | 1       | 5      |